# Knut (látigo)
El knut es un tipo de látigo utilizado en el imperio ruso para azotar a delincuentes y delincuentes políticos. Por metonimia, también se refiere a la tortura («dar el knut»). Figurativamente, el knut designa una situación tiránica («vivir bajo el knut»).

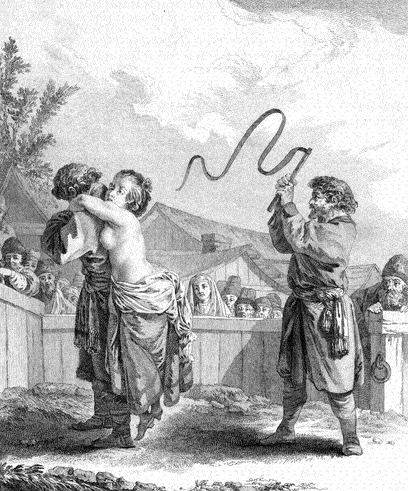
El knut

## En Rusia
El knut, quizás de origen tártaro, aparece en Rusia en el siglo XV, bajo el reinado de Iván III, Gran Duque de Moscú (1462-1505). Algunas personas traen la palabra de los Varegos, dándole el origen en la palabra sueca knutpiska, una especie de látigo (piska) con nudos (knutar). La palabra es común a los otros idiomas germánicos (p. ej., en alemán knute, en neerlandés knoet, en inglés knot).
Los knuts rusos se hacen de diferentes maneras:
- o bien es un látigo de 40 cm de largo, con un mango de 25 cm; una segunda correa está conectado a él por un anillo de metal; en la segunda correa están unidas, también por un anillo, varias otras correas más cortas que terminan en ganchos en forma de pico;
- o están hechas de varias tiras de cuero trenzadas con hilo, cuyos extremos quedan libres, como para un gato de nueve colas;
- la variante denominada gran knut está hecha de un mango de 60 cm, con una correa de cuero de un metro veinte de longitud, conectada por un anillo de latón o cobre a otra banda ancha, de 60 cm de largo, y terminando por un nudo; estaba empapado en leche y secado al sol para hacerlo más duro.

En Rusia, el knut fue utilizado para azotar, como castigo corporal de criminales y opositores políticos. A Pedro el Grande se le acusa tradicionalmente de dar el knut a su hijo Alexis. Sin que se sepa si lo hizo él mismo, lo que sí está claro es que el muchacho fue golpeado hasta la muerte.
El convicto está atado y recibe el knut en su espalda. Una sentencia de cien golpes de knut equivale a la pena de muerte. Pero pocos de los condenados sobrevivieron hasta el final de la condena; unos veinte golpes son suficientes para mutilar; con el gran knut, veinte golpes podrían ser suficientes para matar.
Por lo general, el verdugo era un delincuente que había estado en libertad condicional y entrenamiento, y había recibido una sentencia reducida por sus servicios de tortura.

## Tortura de knut
El convicto es desnudado de la cintura para arriba y atado a un poste o sostenido por un ayudante. Los golpes de knut se dan, cada azote rasga la piel y la carne, desde el cuello hasta la cintura.

## Tortura del gran knut
El convicto es suspendido por las muñecas en una horca, y se pasa una gran viga entre sus pies unidos, para dislocar todos los miembros. El knut utilizado puede tener una correa más grande para adaptarse a las circunstancias.

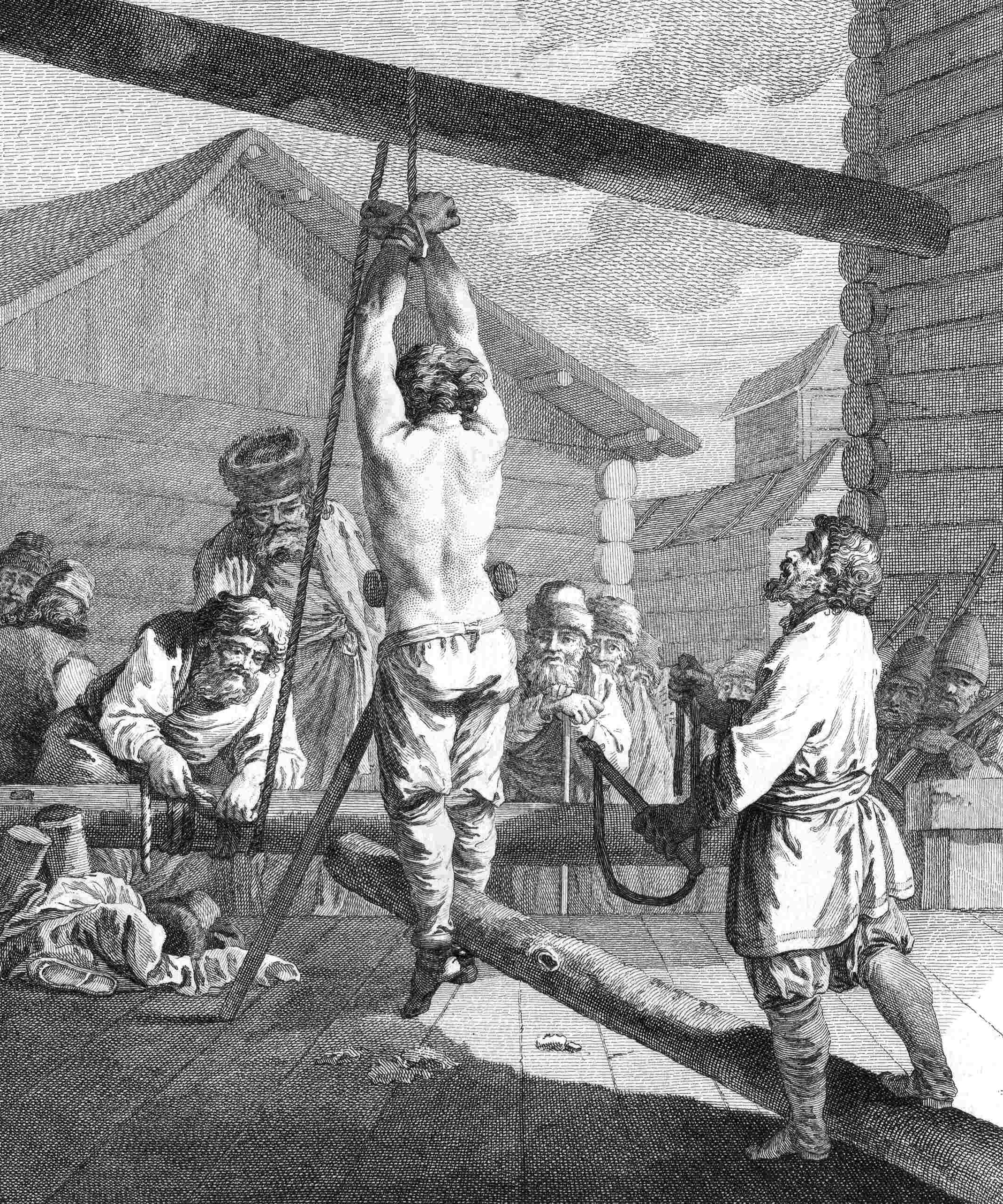
El gran knut

## Desaparición
En 1845, Nicolás I abolió el knut, y reemplazó el látigo con uno de tres correas, que podrían terminar con bolas de alambre.
Aunque esta supresión era real, el knut se mantuvo en el código penal, y se usó en Siberia, añadiendo crueldad adicional a la prisión de por vida de los convictos.

## Otros usos
En Europa occidental, este aterrador instrumento se ha convertido en sinónimo de la cruel tiranía del gobierno autocrático del imperio ruso, del mismo modo que el sjambok lo ha sido para el régimen del apartheid en Sudáfrica o el linchamiento en los Estados Unidos.